# الدوري الإسباني الدرجة الثانية 1954–55
دوري الدرجة الثانية الإسباني 1954–55 (بالإسبانية: Segunda División de España 1954-55)‏ هو موسم من دوري الدرجة الثانية الإسباني. فاز فيه كولتورال ليونيسا.